# Cyclidius acherontius
Cyclidius acherontius är en skalbaggsart som beskrevs av Hermann Julius Kolbe 1893. Cyclidius acherontius ingår i släktet Cyclidius och familjen Cetoniidae. Inga underarter finns listade i Catalogue of Life.